# بصبص
بصبص جارية ابن النفيس شاعرة وجارية عربية من مواليد المدينة المنورة في العصر العباسي، كان مولاها يحيى ابن النفيس.

## مقتطفات شعرية
قال عثمان بن محمد الليثي: كنت يومًا في مجلس ابن نفيس فخرجت إلينا جاريته بصبص وكان في القوم فتى يحبها فسألته حاجة فقام ليأتيها هبا فنسي أن يلبس نعله ومشى حافيًا فقالت يا فلان نسيت نعلك. فلبسها وقال أنا والله كما قال الأول:
فأجابته فقالت:
وقيل فيها:

## سيرتها
ذكر ابن خرداذبة أنّ أبو عبد الله محمد المهدي اشتراها وهو ولي العهد سرًا من أبيه بسبعة عشر ألف دينار فولدت منه علية بنت المهدي. وذكر غيره أن هذا غلط.